# 謨區查抄本
《謨區查抄本》（西班牙語：Códice Boxer），有時也被稱為《馬尼拉手稿》，是一部西班牙語手稿，於1590年代左右完成。抄本中描述了西班牙人早期接觸到的菲律賓、東南亞、東亞以及密克羅尼西亞等區域的民族。書中被亦包含道教神話神靈和魔鬼，以及從當時中國文獻和書籍中複製的真實和神話中的鳥類和動物。除了對現在的菲律賓和其他遠東國家的描述和歷史典故之外，該抄本中還包含97幅手繪彩色繪畫和插圖，描繪了菲律賓、印尼群島、日本、中國和東南亞大陸等地區的人、鳥和動物（包括真實的和神話的）。